# Xanthophytum balansae
Xanthophytum balansae är en måreväxtart som först beskrevs av Charles-Joseph Marie Pitard, och fick sitt nu gällande namn av Hsien Shui Lo. Xanthophytum balansae ingår i släktet Xanthophytum och familjen måreväxter. Inga underarter finns listade i Catalogue of Life.